# Idles
Idles là một đô thị thuộc tỉnh Tamanghasset, Algérie. Dân số thời điểm năm 2002 là 3.791 người.